# تاس‌ماهی‌های اصلی
تاس‌ماهی‌های اصلی (نام علمی: Acipenser) نام یک سرده از تیره ماهیان خاویاری است.

## گونه‌ها
- اوزون‌برون Acipenser stellatus
- تاس‌ماهی آدریاتیک Acipenser naccarii
- تاس‌ماهی اتریشی Acipenser ruthenus
- تاس‌ماهی ایرانی Acipenser persicus
- تاس‌ماهی بالتیکی Acipenser sturio
- تاس‌ماهی بینی کوتاه Acipenser brevirostrum
- تاس‌ماهی چینی Acipenser sinensis
- تاس‌ماهی ژاپنی Acipenser schrenckii
- تاس‌ماهی ساخالین Acipenser mikadoi
- تاس‌ماهی سبزAcipenser medirostris
- تاس‌ماهی سیبری Acipenser baerii
- تاس‌ماهی نارنجی Acipenser fulvescens
- شیپ Acipenser nudiventris
- Acipenser colchicus
- Acipenser dabryanus
- تاس‌ماهی روسی Acipenser gueldenstaedtii
- Acipenser multiscutatus
- Acipenser oxyrinchus
- Acipenser transmontanus